# OTJ Palárikovo

OTJ Palárikovo là một câu lạc bộ bóng đá Slovakia, đến từ thị trấn Palárikovo.